# Kenneth Olsen (Cellist)
Kenneth Olsen (* in New York City) ist ein US-amerikanischer Cellist.
Olsen studierte bei Richard Aaron am Cleveland Institute of Music, bei Joel Krosnick an der Juilliard School und bei Luis Garcia-Renart am Bard College. Außerdem besuchte er das Steans Institute for Young Artists und das Tanglewood Institute der Boston University. Er war Gewinner des Konzertwettbewerbs des Cleveland Institute und der Nakamichi Cello Competition beim Aspen Music Festival und erhielt 2002 den Zweiten Preis bei der Holland-America Music Society Competition. Er ist Gründungsmitglied des East Coast Chamber Orchestra, eines Orchesters junger Musiker, das ohne Dirigent auftritt, und des in Chicago beheimateten Civitas Ensemble, Cellist im Lincoln String Quartet und seit 2005 stellvertretender Erstes Cellist des Chicago Symphony Orchestra.